# P–8 Poseidon
A P–8 Poseidon (korábban Multimission Maritime Aircraft, MMA, „többcélú tengerészeti repülőgép”) az Amerikai Haditengerészet álló tengeri járőrrepülőgépe, melyet a Boeing Integrated Defense Systems alakít ki a Boeing 737–800 alapjain, a 737–900 szárnyának felhasználásával. A típus alkalmas a tengeralattjáró-elleni harcra, hajófelderítésre és azonosításra és ELINT-képességekkel is rendelkezik. Képes bevetni torpedókat, vízibombákat és az AGM–84 Harpoon hajóromboló robotrepülőgépet és más fegyvereket is. Szonárbóják kibocsátására és ellenőrzésére, valamint a BAMS (Broad Area Maritime Surveillance) pilóta nélküli repülőgéppel való együttműködésre is alkalmas. Hadrendbe állásával a P–3 Oriont fokozatosan váltja le. A rendszerfejlesztési és demonstrációs (System Development and Demonstration) célokra 2004-ben kötött szerződés keretében először 5 darab repülőgépet építettek (T1–T5). Az első (T1) 2009. július 30-án gurult ki Rentonban. 2015 januárjáig 21 db P–8A és 8 db P–8I exportváltozatú gépet adtak át.Az orrába fázisvezérelt antennát tesznek, a gép törzse alá pedig egy szintetikus apertúrájú radart.
Fegyver felfüggesztők: a félszárnyak alatt:2-2 tehát összesen 4 és a belső fegyvertérben 5. Tehát összesen 9 fegyverfelfüggesztő van a gépen, amelyekre 4 záras tartókat is lehet tenni, tehát egy gép akár 36 db SDB-t is szállíthat.
Bevethető fegyverek: GBU–39, AGM–154 JSOW, AGM–158 JASSM.

## Típusváltozatok
- P–8A: az Amerikai Haditengerészet alapváltozata
- P–8I: exportváltozat (i - international)

## Megrendelő országok
Az Amerikai Egyesült Államok Haditengerészete
117 darabot tervez megrendelni, az elsők 2013-ban álltak szolgálatba.
2012. július 17-én az Amerikai Haditengerészet átvette második (429) P–8A repülőgépét. Egyelőre tizenhárom repülőgépet gyárt le a Boeing alacsony intenzitású gyártástechnológiával (low rate initial production, LRIP), a típus elősorozatának tekinthetőek. A gépet a Haditengerészet személyzete repülte át Seattle-ből NAS Jacksonville-be.
 Indiai Haditengerészet
2009 év elején 8 darabra adott le megrendelést, 2,1 milliárd USD értékben. A második P–8I 2012. július 12-én teljesítette első felszállását a Boeing Renton Field-i repülőteréről helyi idő szerint 15:29-kor felszállva, majd két óra tizennégy perces repülést követően a Seattle-i Boeing Field-re érkezett meg. A repülés alatt rendszerteszteket hajtottak végre és elérték a maximális repülési magasságot is (41 000 láb).
 Ausztrál Királyi Légierő